# Resupinatus merulioides
Resupinatus merulioides är en svampart som beskrevs av Redhead & Nagas. 1987. Resupinatus merulioides ingår i släktet Resupinatus och familjen Tricholomataceae.   Inga underarter finns listade i Catalogue of Life.